# AEG G.I
L'AEG G.I, designazione aziendale GZ 1 ed originariamente designato dall'Idflieg K 1, era un bombardiere bimotore biplano realizzato dall'azienda tedesca Allgemeine Elektrizitäts-Gesellschaft (AEG) negli anni dieci del XX secolo.
Utilizzato dalla Luftstreitkräfte, l'aeronautica militare tedesco imperiale durante la prima guerra mondiale, il G.I venne prodotto in un numero limitato di esemplari in quanto si rivelò sottopotenziato ma il suo progetto servì come base per i successivi velivoli serie Typ G prodotti dall'AEG.

## Utilizzatori
Germania
- Luftstreitkräfte